# Министерство экономики и знаний Республики Корея
Министерство экономики и знаний является министерством в кабинете министров южнокорейского правительства. Оно выполняет регулирующую функцию экономической политики, особенно по отношению к промышленному и энергетическому секторам. Министерство также работает над привлечением иностранных инвестиций в Корею. Штаб-квартира находится в национальном комплексе правительства в Квачон, провинции Кёнгидо.  Также Министерство экономики и знаний нацелено на создание положительного имиджа республики посредством демонстрирования инновационных и передовых технологий через различные правительственные проекты. Нынешним министром является Хон Суг-у.
Министерство было создано в 1948 году как Министерство торговли при Первой Республике. В 1993 году оно было объединено с Министерством энергетики, созданным в 1977 году. Оно получило своё нынешнее название в 2008 году.